# 天神村 (富山県)
天神村（てんじんむら）は、かつて富山県下新川郡にあった村。
村明は古くより当地域一帯を天神野と称したことに由来する。

## 沿革
- 1889年（明治22年）4月1日 - 町村制の施行により、下新川郡天神野新村の区域の一部、青柳村、木下新村、東山村の区域の一部、東尾崎村の区域の一部、六郎丸村の区域の一部及び西尾崎村の飛び地[3]をもって、下新川郡天神村が発足する。
- 1952年（昭和27年）4月1日 - 下新川郡魚津町、道下村、片貝谷村、加積村、経田村、天神村、上中島村、下中島村、西布施村、上野方村、下野方村及び松倉村が合併して、魚津市が発足する。

## 歴代村長
出典→
1. 谷平七郎（1889年6月12日 - 1892年5月）
2. 関口善之丞（1892年5月16日 - 1903年10月1日)
3. 大久保正純（1903年10月27日 - 1904年8月27日）
4. 関口善五郎（1904年9月22日 - 1909年7月10日）
5. 奥村甚四郎（1909年7月24日 - 1911年11月12日）
6. 大久保正純（1912年4月17日 - 1920年4月16日）
7. 国木浅七（1920年4月17日 - 1924年4月16日）
8. 関口与吉（1924年4月22日 - 1924年5月5日）
9. 中島仁太郎（1924年6月17日 - 1925年5月15日）
10. 関口忠信（1925年7月7日 - 1926年1月30日）
11. 関口長（1926年2月12日 - 1938年2月11日）
12. 花岡嘉太郎（1938年2月13日 - 1940年2月8日）
13. 森忠義（1940年2月19日 - 1946年11月19日）
14. 関口長（1947年4月5日 - 1952年3月31日）